# GODEATH 〜女神の血脈〜
『GODEATH 〜女神の血脈〜』（ガッデス めがみのけつみゃく）は、塩崎雄二による日本の漫画。『月刊ヤングキング』（少年画報社発行）にて2009年12月号より2013年7月号まで連載された。単行本は全3巻（少年画報社ヤングキングコミックス）。
サンジェルマン伯爵の手で創造され、人を殺すことを宿命付けられたホムンクルスの少女達の永きにわたる生涯が描かれている。

## あらすじ
1982年、ローマのとある教会で一人の男が神父に懺悔を始めた。その男の口からは、大昔から多くの人間を殺したこと…、人造人間（ホムンクルス）を創り出したこと…、そしてその中の一人の少女のことを語り始める。

## 登場人物

### 主要人物
マリア
18世紀、ナポリ・ピエタ音楽院に通う15歳の少女で、天使のような声と容姿と佇まいから同性からも人気があるが、過度のドジっ子でよく階段から転ぶ。
その正体は完璧な暗殺者として育てられた最強のホムンクルスであり、ヴァンパイアの「ガッデス（死の女神）」暗殺依頼は義父で仲介人でもある鍛冶師より指令を受ける。
身体能力に長け剣術に優れ、飛来する弾丸をも切り落とせるほか、頭髪から剣を創造できる。背中に黒翼の模様が浮かび上がり、時折羽根が出る時がある。
元々は普通の少女だったが、ペストにかかり、治る見込みがないということで生きたまま鳥葬された過去を持つ。
シュバリエ・デオン
バチカンのホムンクルス。ミシェル大佐の依頼でフリーメイソンを単騎で襲撃するもゴヴに返り討ちにされる。
信頼していたミシェル大佐に裏切られ、ゴヴ共々銃撃されるもマリアに助けられ、以降マリアと行動を共にする。
両手を剣に変化させ双剣にして戦うことができる。自分の涙を全て刃に変え手攻撃することも可能。
ミカ
フリーメイソンのエージェントNo.1467。両親も殺し屋だったが、ある日帰ってこなくなった。その後、少女時代にフリーメイソンに拾われ、暗殺者として育てられる。
弟のマルコを人質に取られ、フリーメイソンの指令でマリアを暗殺しようとするが失敗。バチカンの罠にハマリ瀕死のところをマリアによりヴァンパイア化され生き延びる。
以降マリア・デオンとともに行動する。銃の扱いが得意で一発で4人を殺すこともできる。バチカンでマルコを殺したと告げたアリスに激昂し、ヴァンパイアとして覚醒する。
ミシェル・ショワズール
バチカン軍の大佐。デオンや、アリスのホムンクルスをバチカンで作っており、完璧なホムンクルスを作るためにサンジェルマンの居所を探すためマリアを追っている。
性格は冷血で、自分の目的の為にデオンや、アリスを実験台として使用している。
実はミッシェル自身もホムンクルスで、サンジェルマンの作ったエリクシールを使用し、200年間生きている。
アリス
バチカンのホムンクルス。フリーメイソンのホムンクルスであるゴヴを殺し、ゴヴになり替わっていた。
元々はフリーメイソンに所属していたが、法王暗殺の特命をミカと受け失敗に終わる。
その際、ミシェルに獣と配合され、エージェントと狼男とのハイブリッドとなった。
掃除屋
「組織」のマリアなどのホムンクルスを監視・管理する男で包帯と骸骨の仮面で顔を隠している。剣技はホムンクルスを凌駕するほどの使い手。
あくまで「組織」に金で雇われているため、ストーリー途中よりミシェルに金で雇われ、バチカンとともに行動している。
サンジェルマン伯爵
悠久の時を生きてきた錬金術師で、自らを「吸血伯爵」と自負し、マリアを創造した「父親」でもある。
プロローグにおいてモーツァルトや坂本竜馬、そして1000年前にヨハネ・パウロ1世を殺害したことも懺悔にて自供している。
右手の甲に六芒星を刺青している。その正体は吸血鬼ドラクル。

### その他人物
バッカニア・ティーチ
単発式銃の使い手でバチカンのホムンクルスの一人。過去に剣士・シュバリエを倒したとも言われている。とある大司教の護衛に就いていたが、マリアと対峙し敗れる。
復讐するため全身を包帯にまいた状態でフリーメイソンのふりをし、ミカを利用してマリアを暗殺しようとするが、マリアとミカに敗れる。
名前の由来はバッカニア（カリブ海の海賊）と、海賊黒髭（エドワード・ティーチ）から。
ゴヴ
フリーメイソンのホムンクルスで別名「人間凶器」。相手に幻覚を見せ、その間に暗殺をするという能力を持っている。実はアリスとの戦いで殺され、体を乗っ取られていた。
エマ・ヘルシング
フリーメイソンのエージェント。マリアを捕獲し、サンジェルマン伯爵の居所を聞き出そうとするが、ヴァンパイアに覚醒したマリアに返り討ちに合う。
ヘルシング
エマ・ヘルシングの父親。ヴァンパイア（マリア）に娘を殺されヴァンパイアを憎んでいる。マリアの友達がヴァンパイア化し、村を荒らしているときも娘の仇として一人で戦おうとしていた。

## 用語等
人造人間（ホムンクルス）
錬金術師により創り出された人間で、身体能力に優れ、大脳を多少損傷しても正常に行動可能で徹底的に破壊しない限り絶命しないが、不老不死ではない。
マリアにも人間だった過去があったことから、死者に色々と施術をして創られると思われる。
培養液（エリクシール）
サンジェルマン伯爵が作った培養液。ホムンクルスがこの液体に浸かることで、失われた体の一部等が蘇生する。生臭い。
聖なるメロヴィングの剣
ヴァンパイアを殺すことができる剣。ロンギヌスの槍の刃から出来ている。

## 単行本
1. 2010年12月20日初版発行　ISBN 4785935375
2. 2012年3月10日初版発行　 ISBN 4785937904
3. 2013年7月8日初版発行　　ISBN 4785950706

上記の他、「新装版」が2016年に上下巻で発売。